# Meridian (actrice)
 (juin 2021).
Si vous disposez d'ouvrages ou d'articles de référence ou si vous connaissez des sites web de qualité traitant du thème abordé ici, merci de compléter l'article en donnant les références utiles à sa vérifiabilité et en les liant à la section « Notes et références ».
Pour les articles homonymes, voir Meridian.
Meridian, de son vrai nom Svetlana Frolikova, née le 9 avril 1976, est une actrice pornographique tchèque, principalement active à la fin des années 1990.

## Filmographie

### Actrice
- 1998 : Intime Inspektion
- 1999 : B.B. nass und geil
- 1999 : Babette's Saftbienen
- 1999 : Blowjob Fantasies 10
- 1999 : Ero: Extrem Magazin 10
- 1999 : Ero: Extrem Magazin 9
- 1999 : Euro Angels Hardball 6: Anal Maniac
- 1999 : Faust Fucker 12: Schlampen mit der Faust gefickt
- 1999 : Fetish 6: Der Kafig
- 1999 : Girl-Friends
- 1999 : Girls of Prague
- 1999 : Matchball in die feuchte Spalte
- 1999 : Maximum Perversum 75: Junge Fotzen hart gedehnt
- 1999 : Maximum Perversum 76: Lass mich kommen
- 1999 : Old Ladies Extreme 8: Die Konigin perverser Gier
- 1999 : Private Gold 40: House of Love
- 1999 : Rocco's True Anal Stories 9
- 1999 : Schwarzmarkt der Exzesse
- 1999 : Sexual Blackmails
- 1999 : Sperma-Klinik
- 1999 : Teeny Exzesse 58: Sommer Sonne freche Goren
- 1999 : Traumfrau
- 1999 : Versauter Engel
- 1999 : Virgin Territory 3
- 2000 : L'Emmerdeuse
- 2000 : Between the Lines
- 2000 : Cabaret Erotica
- 2000 : Euro Angels 20: Anal Retentive
- 2000 : Euro Babes 5
- 2000 : Meridian Makes A Movie
- 2000 : Pirate Deluxe 8: The Club
- 2000 : Planet Max 3
- 2000 : Private Castings X 26
- 2000 : Private Performance 109: Meridian
- 2000 : Private Performance 112: Good Vibrations 3
- 2000 : Les douze coups de minuit
- 2001 : Back Doors of Prague 1
- 2001 : Christoph's Best Big Natural Breasts
- 2002 : Best by Private 38: Castings
- 2002 : Superfuckers 16
- 2002 : Vita in Vendita
- 2003 : Rocco's Best Butt Fucks 2
- 2004 : Real White Trash 3
- 2005 : Clam Smackers

### En tant que réalisatrice
- 2000 : Between the Lines

## Récompenses
- Hot d'or de la Meilleure starlette européenne 2000